# Kållands-Råda landskommun
Kållands-Råda landskommun var en tidigare kommun i dåvarande Skaraborgs län.

## Administrativ historik
Kommunen bildades som en så kallad storkommun vid kommunreformen 1952 genom sammanläggning av landskommunerna Kållands-Åsaka landskommun, Mellby och Råda.
Landskommunen upplöstes genom sammanläggning med Lidköpings stad år 1969 som redan 1971 ombildades till Lidköpings kommun.
Kommunkoden var 1611.

### Kyrklig tillhörighet
I kyrkligt hänseende tillhörde kommunen församlingarna Kållands-Åsaka, Mellby och Råda. År 2006 bildades Kållands-Råda församling genom sammanläggning av dessa motsvarande församlingar.

## Geografi
Kållands-Råda landskommun omfattade den 1 januari 1952 en areal av 64,56 km², varav 64,19 km² land.

### Tätorter i kommunen 1960
I Kållands-Råda landskommun fanns den 1 november 1960 ingen tätort. Tätortsgraden i kommunen var då alltså 0,0 procent.

## Politik

### Mandatfördelning i valen 1950-1966
| 13 | 6 | 7 | 4 |

| 30 |

| 12 | 7 | 7 | 4 |

| 30 |

| 11 | 8 | 6 | 5 |

| 27 |

| 12 | 8 | 5 | 5 |

| 30 |

| 11 | 10 | 5 | 4 |

| 29 |